# Злочини спецгруп НКВС
Злочини спецгруп НКВС — численні злочини спецгруп НКВС переважно в Західній Україні.

## Історія
Після спаду активності УПА, коли УПА почала діяти невеликими загонами, НКВС змінив тактику, використовуючи в боротьбі з повстанцями спеціальні загони НКВС, відомі з літератури та документів як спецгрупи НКВС, агентурно-бойові групи АБГ НКВС, легендовані групи, лжебоївки УПА, перевдягнені НКВСівці, котрі складалися з колишніх радянських партизанів, працівників НКВС та колишніх вояків ОУН — УПА, що перейшли на сторону радянської влади. Спеціальні групи НКВС за своїм зовнішнім виглядом і озброєнням, знаннями місцевих побутових особливостей, мови і конспіративним способом дії нічим не відрізнялись від справжніх підрозділів націоналістичного підпілля, що дозволяло спецгрупам НКВС вводили їх в оману та вступати з ними в безпосередні контакти. Спецгрупи НКВС під виглядом СБ ОУН здійснювали захоплення та допитування справжніх підпільників та їхніх прихильників, які не підозрювали провокації НКВС, з метою одержання інформації про діяльність націоналістичного підпілля. Серед різних прийомів боротьби з підпіллям спеціальні групи застосовували захоплення ватажків ОУН-УПА, а у випадку неможливості їхнього захоплення, спецгрупи знищували керівників підпілля, діючи під виглядом СБ ОУН. Від самого початку свого існування вони мали протизаконний характер, а саме: їхня діяльність не була передбачена законом, а лише регламентувалась відомчими розпорядчими документами та листами; за допомогою компромату до їхньої діяльності залучали осіб, що раніше вчинили злочини проти населення. За участь у спецгрупах НКВС захопленим у полон підпільникам ОУН та УПА представники НКВС обіцяли амністію або непритягнення до кримінальної відповідальності за колишню антирадянську діяльність у формуваннях ОУН і УПА та повернення до рідних домівок висланих радянською владою у віддалені райони СРСР (Сибір) родичів, яких радянська влада зазвичай депортувала у віддалені райони СРСР як родичів підпільників ОУН і УПА; їм також виплачували гроші (див. спецгрупи НКВС). Діяльність спецгруп НКВД являла собою класичні операції під фальшивим прапором.
Крім боротьби з підпіллям, спецгрупи НКВС під маркою УПА скоювали злочини проти мирного населення. Попри знищення працівниками КГБ компрометуючих внутрішніх документів НКВС щодо використання спецгруп НКВС під маркою бандерівців, в архівах все-таки збереглися деякі окремі документи, котрі свідчать, що спецгрупи НКВС вчиняли злочини щодо мирних жителів. Зокрема, в рапорті одного з головних організаторів спецгруп НКВС майора Соколова фігурують факти вчинення його ж спецгрупою під його ж керівництвом злочинів: спалення хати, вбивство голови сільради села Яблунів Станіславської області, побиття голови сільради села Комарівка Тернопільської області, грабування бойовиками спецгрупи майна, викрадання людей у ліс для допитів:

| «Мы их всех перебили, схрон забросали гранатами, где тоже убили двоих — хату сожгли,(...)» |
|                                                                                            |

| «Наблюдая за спецгруппой, я видел, что пешая группа очень неподвижна и может делать небольшие рейды — поэтому я посоветовался с командирами группы и решил достать лошадей и повозки, делать конную группу было нецелесообразно, не все умели ездить верхом, да и седел трудно было достать. Когда батальоны занимались операцией, то мы пошли без прикрытия в село Яблунов, Станиславской области, ночью мы вошли в село и спросили у предсельсовета, есть ли у него в селе лошади и повозки, оставленные каким-либо куренем. Тот нам ответил, что у него в селе есть 15 лошадей и 8 повозок, оставленных куренем «Сталь», он же «Резун». Этих лошадей и повозки мы забрали, предсельсовету выдали расписку, что лошади и повозки забраны куренем «Быстрого» и станичного села /клички его не помню/, он стал с нами ругаться за лошадей, говоря, что он на нас пожалуется «Резуну», что мы забрали его лошадей, мы забрали с собой, убили его и бросили в колодец. /После я читал записку «Быстрого», в которой он оправдывался перед «Резуном», что он никаких лошадей в селе Яблунов не брал/. » |
| |

| «В этой же операции мне сообщил Нач. Коропецкого РО НКВД о том, что предсельсовета села Комарувка имеет тесную связь с местной боевкой «Трегуба» и ничего о появлении боевки «Трегубы» в селе не сообщает. Взяв на прикрытие роту автоматчиков, я сделал рейд в это село. — Спецгруппой ночью мы вошли в село под видом банды, арестовали предсельсовета, как СБ, обвинив его в том, что он выдал весь контингент Советской власти, он нас уверял, что он ненавидит Советскую власть и всегда помогает бандитам, назвал клички бандитов, с котоыми он поддерживает связь. Мы делали вид, что его хотим повесить, но потом простили, дали ему 30 палок и ушли, (…)» |
| |

| «Когда я снова стал принимать группу, то увидал, что группа сильно разложилась, боевики стали воровать, ворованное продавать и пропивать, и спецгруппа стала иметь вид уголовной банды. Но все же это разложение имело и положительные стороны — на кражах и пьянках люди спаялись и желания бежать уже не было.» |
| |

| „Я посоветовался с командирами спецгруппы, что не лучше ли будет нам изменить работу — не ходить по селам под видом банд, ищя бандитов, а воровать из сел людей, стоящих на учете РО НКВД, как имеющих связь с бандитами, и их допрашивать под видом «СБ», обвиняя в сиксотстве“ |
| |

В радянській та російській історичній літературі, можна знайти відомості, що бандерівці вбивали і кидали трупи в колодязі. В даному випадку, як свідчить цей документ майора Соколова, голову сільради села Яблунів Станіславської області вбила і кинула в колодязь лжебоївка УПА, підрозділ НКВД.
Перевдягання солдатів спецгруп НКВС у змішану форму, яку зазвичай носили повстанці УПА, зафіксовано епізодом:

| «Боевики группы, одетые в красноармейскую форму, останавливаются в селах близ райцентра, готовят схроны, где можно допрашивать, и ночами, переодевшись в смешанную форму, выезжают на операции для захвата заранее намеченных объектов.» |
| |

Повний текст рапорту майора Соколова наведено на 272 сторінці книги американського історика Джеффрі Бурдса «Радянська агентура», на 43—59 сторінках книги Сергійчука «Тавруючи визвольний прапор. Діяльність агентури та спецбоївок НКВС-НКДБ під виглядом ОУН-УПА», на 491—499 сторінках збірника документів «Українські націоналістичні організації в роки Другої світової війни. Документи: в 2 т. Т. 2».
Незважаючи на такі злочини, майору Соколову присвоїли звання Героя Радянського Союзу, що може свідчити про заохочення з боку вищого керівництва НКВС для лжебоївок вчиняти злочини над мирними громадянами. Можна лише собі уявити, до яких методів вдавалися спецгрупи, коли інформація про такі злочини потрапила в офіційний документ НКВС, з огляду на те, що працівники НКВС як правило не реєстрували у власних документах власні злочини, які б у цілому компрометували НКВС та за котрі їх могли б пізніше притягнути до відповідальності, оскільки для радянських документів була характерна тенденція замовчувати невигідну радянському режиму інформацію.
Звіт майора Соколова у сфальсифікованому вигляді, де вирізані та змінені приведені фрагменти злочинної діяльності спецгрупи, використовують проросійські дослідники у своїх публікаціях, аргументуючи таким чином непричетність спецгруп НКВС до вбивств мирних громадян. Олег Росов (Олег Россов) у своїй статті з назвою Миф о «переодетых энкавэдэшниках» Специальные группы НКВД в борьбе с националистическими бандформированиями на Западной Украине. 1944—1945 годы, опублікованій на численних інтернет-ресурсах та у друкованих виданнях, всупереч фактам стверджує:

| "Несли наказание и офицеры, допустившие нарушение закона со стороны своих «подопечных», — их понижали в должности или увольняли." |
| |

| "Более того, ни единого факта убийств мирных граждан участниками спецгрупп в архивных документах не зафиксировано." |
| |

В іншій публікації з назвою «Бандеровский маскарад, или фальшивые „экспонаты“ выставки» Олег Росов (Олег Россов), попри факти з архівних документів, навмисно дезінформує читача, буцімто бойовики спецгруп не одягали червоноармійської форми та не отримували державних нагород:

| "Таким образом, настоящие агентурно-боевые группы МГБ советской формы и орденов не могли носить в принципе. Во-первых, форма им не полагалась, а, во-вторых, если бы они появились в подобном виде в подполье, то были бы сразу расшифрованы и уничтожены." |
| |

У тій же статті повторюється також дезінформація, наче спецгрупи не скоювали вбивств мирного населення:

| "Однако в многочисленных архивных документах не зафиксировано ни одного случая убийства участниками спецгрупп кого-либо из мирных граждан." |
| |

Що стосується використання червоноармійської форми бойовиками спецгруп, то про це йдеться у вирізаному фрагменті майора Соколова (Див. вище), а нагородження їх державними нагородами — у документах, які Олег Росов (Олег Россов) уже раніше використав у попередній публікації, що він навіть підкреслює у самому тексті:

| "Как видим, «непокоренные борцы с советами» не только оказывали этим «советам» существенную помощь в ликвидации ведущих функционеров националистического подполья, но даже получали за это высокие награды." |
| |

Також не відповідає дійсності звинувачення Олега Росова українських істориків та публіцистів у замовчуванні участі колишніх підпільників ОУН і УПА у спецгрупах НКВС та боротьбу спецгруп НКВС з націоналістичним підпіллям. Зокрема, Ігор Лосєв та Іван Білас, яких саме звинувачує Олег Росов (Олег Россов), у своїх публікаціях висвітлюють участь колишніх підпільників ОУН і УПА у спецгрупах НКВС та боротьбу спецгруп НКВС з націоналістичним підпіллям.
Незначна кількість документів НКВС в архівах, які вказують на факти злочинної діяльності спецгруп, обумовлена тенденцією радянської спецслужби не реєструвати в документах власні злочини, а пізніше — знищувати компрометуючі документи з власною злочинною діяльністю (коли такі були зареєстровані в документах), подібно як пізніше наступник НКВС — КГБ знищив задокументовані докази катинського розстрілу. На кінець 1945 року з повстанцями боролося 150 спецгруп загальною чисельністю 1800 бойовиків, але тепер в архівах можна знайти не більш ніж кілька десятків документів, що окреслюють тільки деякі їхні операції проти націоналістичного підпілля. Оскільки більшість матеріалів стосовно діяльності спецгруп знищено у 1990 році, в документах архіву СБУ зберігаються лише окремі відомості щодо злочинів, вчинених лжебоївками проти мирного населення.
Щоб зрозуміти, наскільки правдиво радянські архівні джерела відображають реальну картину кількості вбивств мирного населення спецгрупами НКВС, треба брати до уваги особливості радянських історичних джерел, для яких загалом було характерним відображення та замовчування фактів у вигідному для радянського режиму напрямі. Компрометуючі випадки злочинної діяльності підрозділів НКВС — лжебоївок УПА могли радше «випадково» потрапити в документи НКВС: працівники НКВС зазвичай не допускали самокомпрометації радянської спецслужби, оскільки загалом радянські владні органи часто не фіксували у власних документах невигідну для радянської влади інформацію. Наприклад, як відомо з історичної літератури, свідчень та документів в НКВС масово використовувалися катування до арештованих, однак не знайдено внутрішніх документів НКВС, створених самими працівниками НКВС, які б описували випадки тортур до арештованих з боку цих же працівників НКВС. Відтак загалом відсутність у тих чи інших архівних документах зареєстрованих фактів злочинів спецгруп ще не може слугувати гарантом і однозначним доказом відсутності злочинних проявів конкретних боївок «перевдягнених енкаведистів».
Після значного спаду активності ОУН і УПА наприкінці сорокових років протизаконна діяльність спецгруп НКВС більше заважала боротьбі радянської влади з неполітичним, кримінальним бандитизмом, ніж приносила користі в боротьбі з ОУН і УПА, що своєю чергою спонукало реагування прокуратури на кримінальну діяльність лжезагонів УПА. Факти злочинів спеціальних груп НКВС відображено в доповідній записці прокурора Кошарського від 15 лютого 1949 р. Реагування прокуратури на кримінальну активність лжебоївок УПА ще пояснюється міжвідомчим конфліктом між різними спецслужбами УРСР. З архівних документів також відомі випадки бойових сутичок і роззброєння спецгруп іншими підрозділами НКВС через брак відповідної інформації щодо операцій лжебоївок у певній місцевості та взаємної координації дій у боротьбі з націоналістичним підпіллям. У радянському документі про такий випадок зазначені також факти пограбування мирного населення спецгрупами НКВС.
Протизаконна діяльність спецгруп НКВС від 1944 р. набрала таких обертів, що змусило прокуратуру відреагувати на їхні злочини в 1949 році.
У доповідній записці прокурор Кошарський прямо вказував на шкідливу діяльність спецгруп мирним заходам радянської влади. З його слів, діяльність лжебоївок УПА ускладнювала боротьбу з бандитизмом, підривала авторитет радянської законності та наносила шкоду соціалістичному будівництву в Західних областях України; спецгрупи носять яскраво бандитський характер. У цьому ж документі, крім численних випадків жорстокого побиття та каліцтв мирних жителів перевдягненими лжеповстанцями, також значиться факт вбивства спецгрупою мирних громадян та наглядна тенденція покривання злочинних дій «переодітих енкаведистів» з боку вищого керівництва НКВС:

| „Как установлено предварительным и судебным следствием, организаторами данной националистической группы и инициаторами убийства гр-ки Кучинец Л. Ф. являлись сотрудники Ровенского РО МГБ — Парфенюк Н. В. и Грицай С. И., которые в результате преступного делячества и притупления бдительности со стороны Нач-ка РО МГБ майора Егорова к уголовной ответственности привлечены не были. Получив данные о причастности ПАРФЕНЮКА и ГРИЦАЙ к националистической организации, разоружению бойца группы самоохраны и убийству гр-ки Кучинец Л. Ф., Нач. РО МГБ майор Егоров вызвал Парфенюка и Грицай в РО МГБ и, установив в беседе с ними, что они являются организаторами и участниками перечисленных выше преступлений, тем не менее не арестовал их, а по «оперативным соображениям» отпустил. Воспользовавшись этим, Парфенюк и Грицай, предупредив о возможных арестах других участников террористической группы, скрылись.“ |
| |

Істориками поки що не знайдено внутрішніх документів НКВС в яких би значилися злочини спецгруп, описані в доповідній записці прокурора Кошарського, що якраз свідчить про тенденцію радянської спецслужби НКВС не фіксувати злочини власних спецгруп, котрі б її компрометували перед законом. Вищерозглянутий звіт майора Соколова є радше винятком того, що сам співробітник НКВС у своєму звіті вказав на злочини, вчинені його спецгрупою.
В записці прокурора Кошарського 15 лютого 1949 р. розглядаються злочини спецгруп від березня 1948 р., тоді як спецгрупи почали масово діяти відразу ж після війни, в 1944 р. Вищезгаданий майор Соколов разом зі спецгрупою вчинив злочини у 1945 році.
Відповіддю на доповідну записку військового прокурора стала постанова політбюро ЦК КП(б) України. Від Міністерства державної безпеки та військової прокуратури вимагалося детально «розслідувати всі факти грубого порушення радянської законності, а винних суворо покарати»
Безпідставним є твердження апологетів радянщини стосовно покарання кожного злочину, зазначеного в документі прокурора Кошарського: в архівах не знайдено наступних задокументованих даних кримінального переслідування усіх раніше вказаних Кошарським злочиних діянь перевдягнених енкаведистів. Сам прокурор Кошарський у своїй доповідній записці вважав, що більшість злочинних проявів спецгруп проти мирного населення не розслідується. З рапорту майора Соколова можна взнати, що за пограбування заарештували тільки одного ініціатора грабежів  Плотського. В архівних документах не має жодних відомостей щодо його засудження за грабежі. Притаманна сталінському періоду непослідовність та суперечність застосування радянських законів (коли навіть норми радянської конституції масово не виконувалися та порушувалися.) та часті випадки порушення їх представниками радянської влади, що в цілому характеризують «радянську законність» цього часу, не могли сприяти досягненню покарання кожного випадку злочинів, скоєних спецгрупами.
Непослідовність та конфліктність практики застосування радянського законодавства найяскравіше ілюструється ще прикладом після періоду великого терору: частину службовців НКВС звинуватили в організації репресій в 1937-38 р. та покарали і водночас реабілітували деяку невелику кількість незаконно репресованих, але, тим не менше, така ж сама чи подібна протизаконна практика, як впродовж великого терору, надалі, щоправда в менших обсягах, використовувалася радянською владою в ході репресій власних громадян. З одної сторони, органи радянської влади для досягнення злочинних політичних цілей порушували власні закони, а з іншої сторони, щоб не ввергнути країну у тотальний хаос, змушені були частково реалізовувати проголошене на папері радянське законодавство. Враховуючи загальний стан беззаконня в НКВС, можна припускати, що учасники спецбоївок залишались непокараними подібно як часто уникали відповідальності працівники інших підрозділів НКВС за злочини скоєні ними у боротьбі з ОУН-УПА.
Інші історики прорадянського спрямування взагалі уникають розгляду у своїх працях документів, у яких фігурують злочини спецгруп. Стверджуючи щодо тенденції притягнення винуватців злочинів лжебоївок до кримінальної відповідальності, не враховують, що виявлення та розслідування злочинів, вчинених спецгрупами НКВС часто покладалось на НКВС — ту ж саму спецслужбу, підрозділи якої і вчиняли злочини.
Враховуючи, що бойовики спецгруп, включаючи колишніх членів ОУН та УПА, що перейшли на сторону радянської влади, юридично числилися таємними співробітниками НКВС, що вказано навіть у записці прокурора Кошарського (див. вище: «...инициаторами убийства гр-ки Кучинец Л. Ф. являлись сотрудники Ровенского РО МГБ — Парфенюк Н. В. и Грицай С. И.,...» ), — відповідальність за злочинну діяльність «переодітих енкаведистів» несе радянська спецслужба.
Факти злочинної та провокаційної діяльності спецгруп НКВС також зафіксовано у внутрішніх документах СБ ОУН. В брошурі ОУН-УПА з назвою «Більше революційної пильності», що розповідає про підступну роботу радянської агентури, йдеться про групи перевдягнутих енкаведистів та їх злочини проти мирного населення. Загалом українські повстанці у своїх листівках та газетах доносили до людей відомості про злочинну, провокаційну діяльність створених НКВС лжебоївок підпільного руху, в тому числі і про участь у них зрадників, які перейшли з рядів ОУН-УПА на сторону радянської влади.
У працях українських істориків ОУН і УПА включені архівні документи НКВС щодо спецгруп, що розкривають зрадницьку роботу деяких колишніх учасників націоналістичного підпілля. Публікуючи відповідні архівні документи, більшість українських істориків від самого початку висвітлення ними діяльності лжебоївок УПА не приховувала участі колишніх членів ОУН та УПА у спецгрупах НКВС та їхню боротьбу з підпіллям, про що свідчить список їхніх публікацій щодо діяльності спецгруп НКВС (див. нижче). Також українські історики на основі архівних документів та свідчень очевидців описують злочини спецгруп НКВС, включаючи пограбування та вбивства громадян.